# Anfiteatro René Favaloro
El Anfiteatro René Favaloro es un anfiteatro al aire libre ubicado frente al estadio Juan Carmelo Zerillo, en el paseo del Bosque en la ciudad de La Plata (Argentina), construido en 2015 en homenaje a René Favaloro.
Fue impulsado por el Club de Gimnasia y Esgrima La Plata, club del que era hincha el médico, y la municipalidad de La Plata. Los elementos para la construcción se extrajeron íntegramente de la remodelación realizada en la cancha de 60 y 118. 
El espacio está situado en el triángulo comprendido entre las avenidas Iraola y 60 y la calle 118. El proyecto contempla la elevación de un talud semicircular de poco más de un metro con veinte centímetros de altura en torno a un espacio cubierto de césped.
Según el arquitecto Luis Díaz, quien coordinó los trabajos, “Es una loma con forma de media luna, erigida con tierra que se extrajo de las obras en el estadio, contenida entre tablones de cemento enclavados en el suelo que sobraron de esas mismas remodelaciones”.

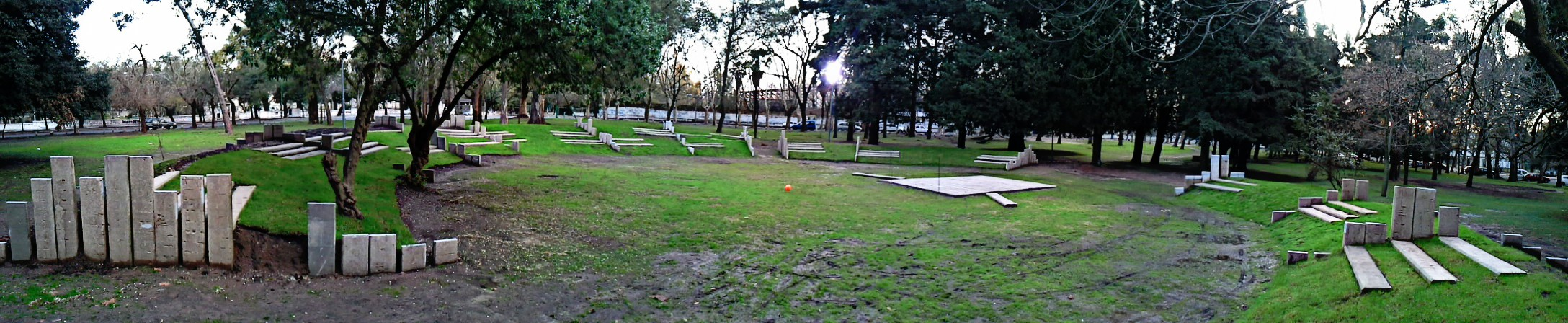
Anfiteatro René Favaloro